# Верхнее Абсалямово
Ве́рхнее Абсаля́мово (баш. Үрге Әбсәләм) — деревня в Дуванском районе Республики Башкортостан Российской Федерации. Входит в состав Ариевского сельсовета.

## География

### Географическое положение
Расстояние до:
- районного центра (Месягутово): 6 км,
- центра сельсовета (Ариево): 3 км,
- ближайшей ж/д станции (Сулея): 83 км.

## Население
| 2002 | 2010 |
| ---- | ---- |
| 98   | ↗103 |